# 小行星2354
小行星2354（2354 Lavrov）是一颗围绕太阳公转的小行星。1978年8月9日，柳德米拉·切爾尼赫、尼古拉·切爾尼赫在克里米亚发现了此天体。
該小行星以俄羅斯計算機科學家斯維托斯拉夫·謝爾蓋耶維奇·拉夫羅夫（Svyatoslav Sergeevich Lavrov）命名。
这颗小行星的绝对星等为189.0517306644351等。